# Oscar Nycander
Johan Oscar Theodor Nycander, född 4 april 1857 i Klara församling, Stockholms stad, död 12 juni 1932 i Lidingö församling, Stockholms län, var en svensk företagare och genealog.

## Biografi
Oscar Nycander var son till expeditionssekreteraren och senare professorn Berndt Otto Nycander. Efter examen vid Teknologiska institutet i Stockholm 1877 och praktik vid Motala verkstad och vid tyska verkstäder var han anställd som maskinmontör vid Atlas verkstäder i Stockholm 1881–1891, där han bland annat utförde viktiga nykonstruktioner av ångmaskiner. 1891 etablerade han sig som konsulterande maskiningenjör i Stockholm med ångmaskinsfacken som specialitet. Nycander var VD 1917–1930 i Mellersta och norra Sveriges ångpanneförening, vilken han 1897 varit med om att grunda. Förutom styrelseledamot i ett flertal företag ägnade han sina krafter åt det kommunala och kyrkliga livet, bland annat som stadsfullmäktig i Stockholm 1911–1917 och kyrkvärd i Gustav Vasa församling 1906–1920. Nycander blev 1920 ledamot av Lantbruksakademien. Han utgav bland annat Släkten Nycander (1909) och Adliga ätten n:o 1963 von Matern (1925). Oscar Nycander är begravd på Norra begravningsplatsen utanför Stockholm.